# Meprodin

Strukturformel för alfameprodin, den ena av meprodins två isomerer.

Meprodin, summaformel C17H25NO2, är ett smärtstillande preparat som tillhör gruppen opioider. Det finns två isomerer, alfameprodin och betameprodin.
Både alfameprodin och betameprodin är narkotikaklassade och ingår i förteckning N I i 1961 års allmänna narkotikakonvention, samt i förteckning II i Sverige.